# Luttrellstown Castle
Luttrellstown Castle er et slot fra 1500-tallet, der ligger i Clonsilla i udkanten af Dublin, Irland. Det blev grundlagt omkring 1420'erne, og har været ejet af en række forskellige personer og familier, heriblandt Luttrell-familien, af boghandleren og politikeren Luke White og hans efterkommer Baron Annaly, af Guinness-familien, Primwest Group og siden 2006 af JP McManus, John Magnier og Aidan Brooks.
I 1844 og i 1900 besøgte dronning Victoria og 4. juli 1999 blev brylluppet mellem Victoria Adams og David Beckham afholdt her.